# SV Wevelgem City
SV Wevelgem City is een Belgische voetbalclub uit Wevelgem. De club is aangesloten bij de KBVB met stamnummer 2997 en heeft paars en wit als kleuren. Wevelgem City speelt in de provinciale reeksen, maar speelde in zijn bestaan ook bijna twee decennia in de nationale reeksen.

## Geschiedenis
In het West-Vlaamse Wevelgem werd reeds in 1924 FC Verbroedering Wevelghem opgericht. De club sloot zich aan bij de Belgische Voetbalbond en kreeg bij de invoering van de stamnummers nummer 454 toegekend.
De club ging in 1941 samen met Voetbalclub Sportvereeniging Wevelgem, dat niet bij de KBVB was aangesloten. De fusieclub moest zich opnieuw inschrijven bij de KBVB. Men schreef zich als Football Club Verbroedering Wevelgem in en kreeg stamnummer 2997 toegekend. SV Wevelgem speelde in de regionale afdeling, tot men in 1946 voor het eerst in de nationale bevorderingsreeksen kon opklimmen, toen de Derde Klasse. Dat eerste seizoen eindigde men nog in de middenmoot, maar het seizoen erop werd Wevelgem voorlaatste en zakte weer uit de nationale reeksen. In 1952 werd bij reekshervormingen een nieuwe Vierde Klasse opgericht als nationale bevorderingsniveau. Wevelgem kon toen opnieuw in de nationale reeksen aantreden, maar dit verblijf duurde maar één seizoen. De club werd voorlaatste en zakte meteen terug. Het duurde 15 jaar eer men opnieuw nationaal kon spelen. In 1967 mocht Wevelgem weer aantreden in Vierde Klasse. Wevelgem bleef er echter een staartploeg en drie seizoenen later, in 1970, zakte men opnieuw naar Provinciale.
In 1984 fusioneerde de club met City Wevelgem, een jonge club dus pas in 1979 was opgericht en bij de voetbalbond aangesloten met stamnummer 8662. De fusieclub werd Football Club Sportverbroedering Wevelgem-City gedoopt en speelde met stamnummer 2997 verder.
In de jaren 90 zou een succesvolle periode aanbreken voor de club. Bij het 50-jarig bestaan in 1991 werd de club koninklijk en de naam werd KFC Sportverbroedering Wevelgem-City. In 1992 steeg men na twee decennia opnieuw naar de nationale Vierde Klasse, maar de club zakte meteen terug. In 1997 kon de ploeg terug Vierde Klasse halen, en er ditmaal langere tijd blijven spelen. Wevelgem City werd er al vlug een topclub en dwong in 2000 al een plaats in de eindronde af, waar men echter in de eerste ronde al verloor van Stade Leuven. Het jaar erop werd Wevelgem tweede in zijn reeks, met evenveel punten als kampioen Torhout 1992 KM. Wevelgem dwong zo echter weer de eindronde af. In die eindronde verloor men in een finale van KTH Diest, maar enkele dagen later won men van SK Gullegem een wedstrijd voor de derde plaats in de eindronde. Door de vrijgekomen plaatsen in de hogere afdeling kon Wevelgem toch promoveren. De ploeg klom voor het eerst in zijn geschiedenis op uit Bevordering en ging in 2001 van start in Derde Klasse.
Ook in Derde Klasse stootte men direct door naar de subtop. In 2002 fusioneerde de club met het nabijgelegen SK Gullegem. SK Gullegem was bij de Belgische Voetbalbond aangesloten met stamnummer 6216 en had in zijn geschiedenis ook verscheidene seizoenen in Vierde Klasse gespeeld. Gullegem was in 2001 samen met Wevelgem City opgeklommen naar Derde Klasse. De fusieclub heette Koninklijke Sportkring Wevelgem-City (KSK Wevelgem-City) en speelde verder met stamnummer 2997 van Wevelgem City. Stamnummer 6216 van SK Gullegem verdween voorgoed. Het hoofdterrein van de club werd het veld in Gullegem; het veld van Wevelgem werd het B-terrein. De clubkleuren werden blauw en geel. De fusieclub speelde verder in Derde Klasse en dwong er in het eerste seizoen al meteen een plaats in de eindronde voor promotie af. In de tweede ronde verloor men echter zwaar van VC Eendracht Aalst 2002 en ook de wedstrijd voor de derde plaats ging verloren. Wevelgem City kon deze prestatie de volgende jaren niet meer herhalen en in 2005 eindigde men voorlaatste. Er moest een wedstrijd voor behoud worden gespeeld tegen vierdeklasser RRFC Montegnée. Wevelgem City verloor en zakte weer naar Vierde Klasse.
Daar speelde men nog drie seizoenen. Gedurende die tijd kreeg de fusieclub almaar meer financiële problemen. Toenmalig voorzitter was Tony Coorevits, die in het tweede seizoen in Vierde Klasse ex-Rode Duivel en huisvriend Gilbert Bodart aantrok. Beide figuren zouden later in 2008 in opspraak komen in een zaak van valsmunterij. Ondertussen bleef de schuldenberg bleef zich maar ophopen, spelers werden niet betaald en op het einde van het bestaan van de mislukte fusieclub werd bijna uitsluitend met jeugdspelers gespeeld.
Na dat seizoen staken enkele sympathisanten, onder impuls van Henk Louf,  alsnog de koppen bij elkaar. KSK Wevelgem City zou zijn naam weer wijzigen in SV Wevelgem City. Bij buur Gullegem, dat ook deel uitmaakte van de fusieclub, was ondertussen een nieuwe club onder de naam FC Gullegem opgericht. De kleuren werden weer paars-wit. Wevelgem City eindigde het seizoen 2008/09 in Eerste Provinciale op een degradatieplaats. De club werd echter teruggezet naar Derde Provinciale, als straf voor onregelmatigheden. De volgende competitie zou men ook met 9 strafpunten moeten beginnen.
In Derde Provinciale was Wevelgem bij de beteren, na twee seizoenen won men op 28 mei 2011 de finale van de eindronde tegen RFC Luingne, waardoor men promoveerde naar Tweede Provinciale. Ook daar bleef men goede resultaten halen en werd men in het eerste seizoen al tweede, na kampioen Eendracht Wervik. Men haalde ook hier de eindronde, maar verloor er van FC Helkijn. In 2013 behaalde men uiteindelijk de titel in Tweede Provinciale zo keerde men terug in Eerste Provinciale. Wevelgem eindigde in het eerste seizoen in Eerste Provinciale op een degradatieplaats, maar redde zich alsnog door de verplichte degradatie van Royal Olympic Club de Charleroi. Het bleek echter uitstel van executie: het daaropvolgende seizoen eindigde Wevelgem opnieuw op een degradatieplaats. Sindsdien komt de club uit in Tweede Provinciale.
In 2016 behaalde de club  het 4-sterrenlabel bij de onafhankelijke auditorganisatie Foot PASS en werd bekroond met het label voor beste interprovinciale jeugdwerking van Vlaanderen. Om de jeugd alle kansen te geven werd gestart met een tweede ploeg die momenteel in derde provinciale uitkomt. Deze ploeg bestaat enkel uit jeugdspelers en dient als opleidingsploeg voor de A-ploeg.
In januari 2018 kondigde Henk Louf aan dat het na 11 jaar tijd was voor verjonging. Vanaf seizoen 2019-2020 werd Vincent Mispelaere voorzitter en Wouter Verrote ondervoorzitter. Beiden waren reeds actief in het jeugdbestuur. De uittredende  voorzitter Henk Louf kreeg een mooi afscheidscadeau met de kampioenstitel in 2de Provinciale.
In het daaropvolgende seizoen, 2020-2021, speelde de club quasi de hele competitie in de onderste regionen van het klassement en werd ze slachtoffer van de coronapandemie en het stopzetten van de competitie als gevolg. De regel die werd toegepast was dat het klassement behouden blijft en de stijgers en dalers bepaald worden via de klassering. Met nog 5 wedstrijden te gaan stond SV Wevelgem City op een degradatieplaats en zakte het opnieuw naar 2e provinciale.
In 2e provinciale stond er absoluut geen maat op de supremacie van de club en wonnen ze dan ook de competitie met 85 punten van de 90 die te verdienen waren. Niet veel later wonnen ze ook de finale van de Beker van West-Vlaanderen tegen Club Roeselare en kon er gesproken worden van het winnen van de dubbel. Na de vervelende coronajaren promoveerde SV Wevelgem City terug naar 1e provinciale om daar een gezonde en stabiele club te blijven.

## Resultaten
| Seizoen | Klasse | Klasse | Klasse | Klasse | Klasse | Klasse | Klasse | Klasse | Klasse | Reeks                                                    | Punten                                                   | Opmerkingen                                               |
|         | I      | I      | II     | III    | IV     | P.I    | P.II   | P.III  | P.IV   |                                                          |                                                          |                                                           |
| ------- | ------ | ------ | ------ | ------ | ------ | ------ | ------ | ------ | ------ | -------------------------------------------------------- | -------------------------------------------------------- | --------------------------------------------------------- |
| 2000/01 |        |        |        |        | 2      |        |        |        |        | Vierde Klasse A                                          | 66                                                       |                                                           |
| 2001/02 |        |        |        | 5      |        |        |        |        |        | Derde Klasse A                                           | 49                                                       |                                                           |
| 2002/03 |        |        |        | 4      |        |        |        |        |        | Derde Klasse A                                           | 42                                                       |                                                           |
| 2003/04 |        |        |        | 11     |        |        |        |        |        | Derde Klasse A                                           | 34                                                       |                                                           |
| 2004/05 |        |        |        | 14     |        |        |        |        |        | Derde Klasse A                                           | 26                                                       | verlies in eindronde tegen RRFC Montegnée                 |
| 2005/06 |        |        |        |        | 7      |        |        |        |        | Vierde Klasse A                                          | 49                                                       |                                                           |
| 2006/07 |        |        |        |        | 5      |        |        |        |        | Vierde Klasse A                                          | 49                                                       |                                                           |
| 2007/08 |        |        |        |        | 13     |        |        |        |        | Vierde Klasse A                                          | 35                                                       | verlies in eindronde tegen Esperanza Neerpelt             |
| 2008/09 |        |        |        |        |        | 15     |        |        |        | Eerste Provinciale                                       | 25                                                       | terugzetting naar Derde provinciale                       |
| 2009/10 |        |        |        |        |        |        |        | 6      |        | Derde Provinciale C                                      | 47                                                       | seizoen gestart met -9 punten                             |
| 2010/11 |        |        |        |        |        |        |        | 2      |        | Derde Provinciale C                                      | 62                                                       | promotie na winst in eindronde                            |
| 2011/12 |        |        |        |        |        |        | 2      |        |        | Tweede Provinciale B                                     | 60                                                       | verlies in eindronde tegen FC Helkijn                     |
| 2012/13 |        |        |        |        |        |        | 1      |        |        | Tweede Provinciale B                                     | 62                                                       |                                                           |
| 2013/14 |        |        |        |        |        | 14     |        |        |        | Eerste Provinciale                                       | 24                                                       | degradatie vermeden door de terugzetting van OC Charleroi |
| 2014/15 |        |        |        |        |        | 13     |        |        |        | Eerste Provinciale                                       | 30                                                       |                                                           |
| 2015/16 |        |        |        |        |        |        | 5      |        |        | Tweede Provinciale B                                     | 41                                                       |                                                           |
|         | 1A     | 1B     | 1Am    | 2Am    | 3Am    | P.I    | P.II   | P.III  | P.IV   | Vanaf 2016-17 zijn er 3 nationale en 2 regionale niveaus | Vanaf 2016-17 zijn er 3 nationale en 2 regionale niveaus | Vanaf 2016-17 zijn er 3 nationale en 2 regionale niveaus  |
| 2016/17 |        |        |        |        |        |        | 10     |        |        | Tweede Provinciale B                                     | 40                                                       |                                                           |
| 2017/18 |        |        |        |        |        |        | 7      |        |        | Tweede Provinciale B                                     | 47                                                       |                                                           |
| 2018/19 |        |        |        |        |        |        | 1      |        |        | Tweede Provinciale B                                     | 72                                                       | kampioen                                                  |
| 2019/20 |        |        |        |        |        | 14     |        |        |        | Eerste Provinciale                                       | 24                                                       | Competitie gestaakt wegens corona                         |
| 2020/21 |        |        |        |        |        |        | -      |        |        | Tweede Provinciale B                                     | -                                                        | Competitie gestaakt wegens corona                         |
| 2021/22 |        |        |        |        |        |        | 1      |        |        | Tweede Provinciale B                                     | 85                                                       | Kampioen                                                  |
| 2022/23 |        |        |        |        |        | 1      |        |        |        | Eerste Provinciale                                       | 65                                                       | Kampioen, maar geen licentie aangevraagd voor Nationale   |
| 2023/24 |        |        |        |        |        | 9      |        |        |        | Eerste Provinciale                                       | 45                                                       |                                                           |
| 2024/25 |        |        |        |        |        | 7      |        |        |        | Eerste prov. W.-Vl.                                      | 44                                                       |                                                           |
| 2025/26 |        |        |        |        |        |        |        |        |        | Eerste prov. W.-Vl.                                      |                                                          |                                                           |

## Bekende spelers
- Isaac Amoah
- Dennis Baino
- Hans Christiaens
- Francis Couvreur
- Eric Daels
- Koen Sanders

## Bekende trainers
- Gilbert Bodart
- Franky Dekenne
- John Moelaert
- Alex Querter
- Jerko Tipurić
- Jef Vanthournout